# Agen-d’Aveyron
Agen-d’Aveyron település Franciaországban, Aveyron megyében. Lakosainak száma 1120 fő (2022. január 1.). Agen-d’Aveyron La Loubière, Montrozier, Sainte-Radegonde és Le Vibal községekkel határos.

## Népesség
A település népessége az elmúlt években az alábbi módon változott:
| Lakosok száma | 574  | 744  | 865  | 1057 | 1074 | 1060 | 1051 | 1069 | 1086 | 1120 |
|               | 1968 | 1982 | 1990 | 2006 | 2013 | 2015 | 2017 | 2019 | 2020 | 2022 |